# Rosalba Forciniti
Rosalba Forciniti, född den 13 februari 1986 i Cosenza, Italien, är en italiensk judoutövare.
Hon tog OS-brons i damernas halv lättvikt i samband med de olympiska judotävlingarna 2012 i London.